# L'amica geniale (opera teatrale)
L'amica geniale (My Brilliant Friend) è un'opera teatrale della drammaturga britannica April De Angelis, tratta dalla saga L'amica geniale di Elena Ferrante. La pièce, in due parti e dalla durata complessiva di cinque ore e mezza, debuttò al Rose Theatre, Kingston di Londra il 25 febbraio 2017 e condensa in quattro atti i quattro romanzi della Ferrante: L'amica geniale (2011), Storia del nuovo cognome (2012), Storia di chi fugge e di chi resta (2013) e Storia della bambina perduta (2014).

## Trama

### Parte prima

#### Atto I -L'amica geniale
Nei primi anni duemila, Elena Greco, donna di mezz'età, riceve la notizia che l'amica d'infanzia Raffaella "Lina" Cerullo è sparita misteriosamente. Elena sospetta che la sparizione sia uno dei famigerati colpi di capo dell'amica e, negandole la soddisfazione di non lasciare traccia, si mette a raccontare la sua storia - la loro storia - dell'amicizia nata in un malfamato e poverissimo rione della Napoli del dopo guerra. Le piccole Lila e Lenù cominciarono a frequentarsi a scuola, dove entrambe eccellevano per le virtù diverse: Raffaella per le brillanti intuizioni, Elena per la dedizione. Lenù  continuò a studiare terminate le elementari, prima alle medie e poi al liceo classico, mentre il padre di Lila, Ferrante, la costrinse a smettere una volta ottenuta la licenza elementare. Ma Lila trovò comunque nuovi modi di eccellere, progettando con il fratello Rino delle scarpe comode e dal design innovativo. Dopo aver respinto la corte di Marcello Solara, il rampollo della famiglia malavitosa locale, Lila si fidanza con Stefano Carracci, il figlio del boss ucciso durante la loro infanzia, e l'uomo si impegna ad amarla e rendere le scarpe Cerullo famose in tutta Napoli. Ma con suo grande orrore, il giorno delle nozze la sedicenne Lila scopre che il marito si è messo in attività con i Solara, ma per lei è troppo tardi per scappare.

#### Atto II -Storia del nuovo cognome
Il marito non solo ha mentito sui suoi affari con i Solara, ma si mostra subito violento con Lila, che stupra durante la loro prima notte di nozze. Intanto Lenù soffre per amore di Nino, un affascinante compagno di liceo che l'ha baciata ma non si è poi più mostrato interessato a lei. Il negozio di scarpe Cerullo apre in centro a Napoli, portando relativo agio alla famiglia di Lila, ma la ragazza, tanto testarda quando brillante, continua a opporsi al marito, ricevendo in cambio violente percosse. Quando continua a non rimanere incinta, il marito la manda con la sorella e la suocera in villeggiatura ad Ischia con Lenù, perché l'aria di mare le faccia bene. Qui Lila e Nino intraprendono una relazione, che spezza al cuore a Lenù che, sconfortata, perde la verginità col padre dell'amato. Lila resta incinta e scappa dal tetto coniugale per vivere con Nino, che la abbandona dopo meno di un mese. Intanto Lenù si è diplomata brillantemente ed è stata ammessa alla Normale di Pisa, dove studia con profitto e Pietro Airota si innamora di lei. Dopo l'ennessima prepotenza del marito, Lila lascia Stefano definitivamente, prende il figlio Gennaro e scappa via con l'aiuto dell'amico d'infanzia Enzo. Laureatasi e fidanzata con Pietro, Lenù pubblica un libro di discreto successo.

### Parte seconda

#### Atto I -Storia di chi fugge e di chi resta
La vita di stenti che Lila conduce con Enzo e il lavoro in fabbrica la stremano rapidamente e, fortemente debilitata, la ragazza chiede di vedere Lenù. Elena, che si trova a Napoli mentre aspetta le nozze con Pietro e si gode il successo del romanzo, corre da Lila, scopre dei suoi dolori e dell'orrore della vita in fabbrica. Elena scrive un articolo di successo per l'Unità che ottiene giustizia per Lila, ma che allo stesso tempo la allontana dal movimento operaio a cui si era timidamente avvicinata. Elena torna a Firenze, dove sposa Pietro e diventa spesso infelice: pur non amando il marito già ai tempi del fidanzamento, Lenù non si aspettava che l'uomo potesse essere così poco comunicativo e chiuso. Resta comunque incinta due volte, prima di Dede e poi di Elsa, ma l'impegno della maternità le prosciuga l'ispirazione e le sue nuove fatiche letterarie non vengono neanche pubblicate. Mentre Enzo e Lila, ora una coppia, sfuggono dalla miseria diventando programmatori per l'IBM, Elena intraprende una relazione con Nino, suo grande amore, e dopo otto anni di matrimonio lascia Pietro e le figlie. Lila intanto accetta di lavorare per gli odiatissimi Solara per un salario elevatissimo, cosa che porta a un'apparente rottura tra le due protagoniste.

#### Atto II -Storia della bambina perduta
Dopo un breve idillio con Nino, Elena torna a Napoli con lui e scopre che l'uomo che ama continua ad essere in contatto con la moglie Eleonora. Lila e Lenù rimangono incinte dei rispettivi compagni, ed entrambe partoriscono delle figlie: Tina e Immacolata. Elena ha chiamato così la figlia in onore della madre Immacolata, con cui ha sempre avuto un rapporto conflittuale e che muore poco dopo di cancro. In lutto e affaticata dalle tre figlie, Lenù scopre che Nino l'ha tradita ripetutamente nel corso di tutta la loro relazione e lo lascia definitivamente. Lenù scrive un terzo libro, vagamente ispirato alla sua infanzia, e torna a vivere al rione, sopra l'appartamento di Lila. Ma Elena scopre che il rione è cambiato, anche a causa dello spaccio di droga dei Solara. Elena e Lila scrivono insieme un accorato reportage contro i Solara, che viene pubblicato ma non ferma i due fratelli criminali. Mentre Nino porta in giro per il rione Dede, Elsa, Tina ed Immacolata, la figlia di Lila sparisce misteriosamente. Enzo crede che possa essere stata rapita dai Solara, ma Lila resta convinta che Tina sia ancora viva e che un giorno tornerà da lei. Il dolore di Lila l'allontana da Elena e la spinge a ricercare meticolosamente la storia di Napoli. Elena intanto, di nuovo sull'onda del successo con i suoi libri, lascia definitivamente il rione e dopo qualche anno scrive una storia su Lila, nonostante le avesse promesso di non farlo. Lila interrompe ogni contatto con lei ed Elena non riceve più notizie da lei finché non viene a sapere della sua sparizione. Pochi giorni dopo Elena riceve per posta le due bambole con cui lei e Lila giocavano da bambine.

## Produzioni
Le due parti vennero messe in scena in repertorio al Rose Theatre di Kingston, Londra, dal 25 febbraio al 2 aprile 2017, per la regia di Melly Still. La prima parte debuttò il 25 febbraio e la seconda il 3 marzo. Il cast comprendeva Niamh Cusack e Catherine McCormack nei ruoli di Lenù e Lila, mentre il resto delle parti venivano interpretate da Justin Avoth (Pietro Airota/Antonio/Fernando), Adam Burton (Michele/Reno/Dede), Martin Hyder (Don Achille/Donato/Enzo), Victoria Moseley (Gigliola/Lidia), Emily Mytton (Melina/Maestra Oliviero/Manuela/Elsa), Ira Mandela Siobhan (Marcello/Alfonso - Parte 1), Jonah Russell (Stefano/Alfonso - Parte 2), Badria Timimi (Nunzia/Prof Galiani/Adele/Elisa), Toby Wharton (Nino/Pasquale) ed Emily Wachter (Pino/Immacolata/Nadia). 
La doppia pièce ricevette recensioni positive, che lodarono la messa in scena e la recitazione. Tim Bano per The Stage lamentò una certa inferiorità rispetto ai romanzi e un eccessivo uso della musica, un elemento invece che fu molto apprezzato da altri critici. Michael Billigton lodò l'opera per The Guardian, definendola un adattamento trionfale e fedele al messaggio femminista della Ferrante. Unanime furono le lodi per Cusack e McCormack nel ruolo delle due protagoniste. Positive anche le recensioni della critica italiana: per Il Sole 24 Ore Nicol Degli Innocenti lamentò alcuni tagli, definendoli arbitrari, ma affermò anche che la pièce "coglie l’essenza dell’opera della Ferrante"  nel "coniugare la rappresentazione della profonda, intensa e tormentata amicizia lunga una vita tra due donne con la convulsa storia dell’Italia del dopoguerra".
Il 12 novembre 2019 la produzione della Still, riadattata per il palcoscenico della sala Olivier, ha fatto il suo debutto al Royal National Theatre di Londra. Per l'occasione Niamh Cusack e Catherine McCormack sono tornate a ricoprire i panni delle protagoniste, già interpretate due anni prima al Rose Kingston Theatre.